# 乙烯基

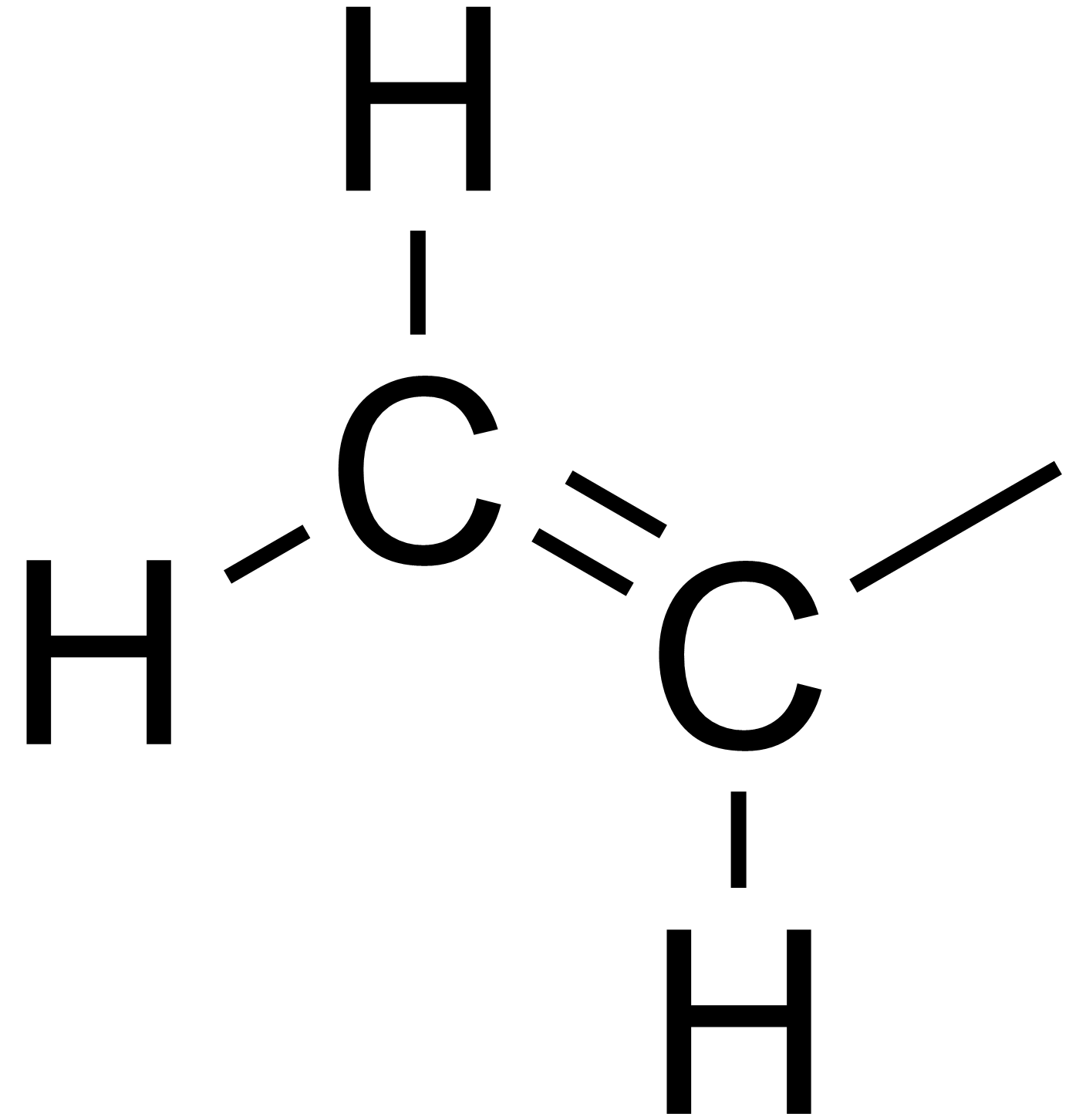
乙烯基的结构。

乙烯基（Vinyl group）是结构式为-CH=CH2的有机基团。含乙烯基的化合物是乙烯（CH2=CH2）中的一个氢原子被其他基团取代而形成的衍生物。
一个相关的基团是亚乙烯基或乙烯叉，是乙烯中两个同碳氢原子被去掉所形成的基团，表示为=C=CH2。一个例子是1,1-二氯乙烯。
乙烯基存在于所有丙烯酸盐或丙烯酸酯中。很多烯烃中也含有该基团。
有些乙烯基化合物可以发生聚合反应，双键打开，生成一类高分子聚合物，被称为乙烯基聚合物。这种聚合反应也是加成聚合反应的一种例子。聚合后需要去除相应的单体，因为它们不仅毒性大，而且还会干扰生产出的塑料的性能。

## 聚合物
- 聚氯乙烯（PVC）：由氯乙烯CH2=CHCl单体聚合得到
- 聚醋酸乙烯酯（PVAc）：由醋酸乙烯酯聚合得到，其在水中的悬浮液被用作胶水
- 聚乙烯醇（PVA）：由聚醋酸乙烯酯水解得到。不能以乙烯醇聚合制备，因为乙烯醇不稳定，是乙醛的互变异构体。